# Roger François (Gewichtheber)

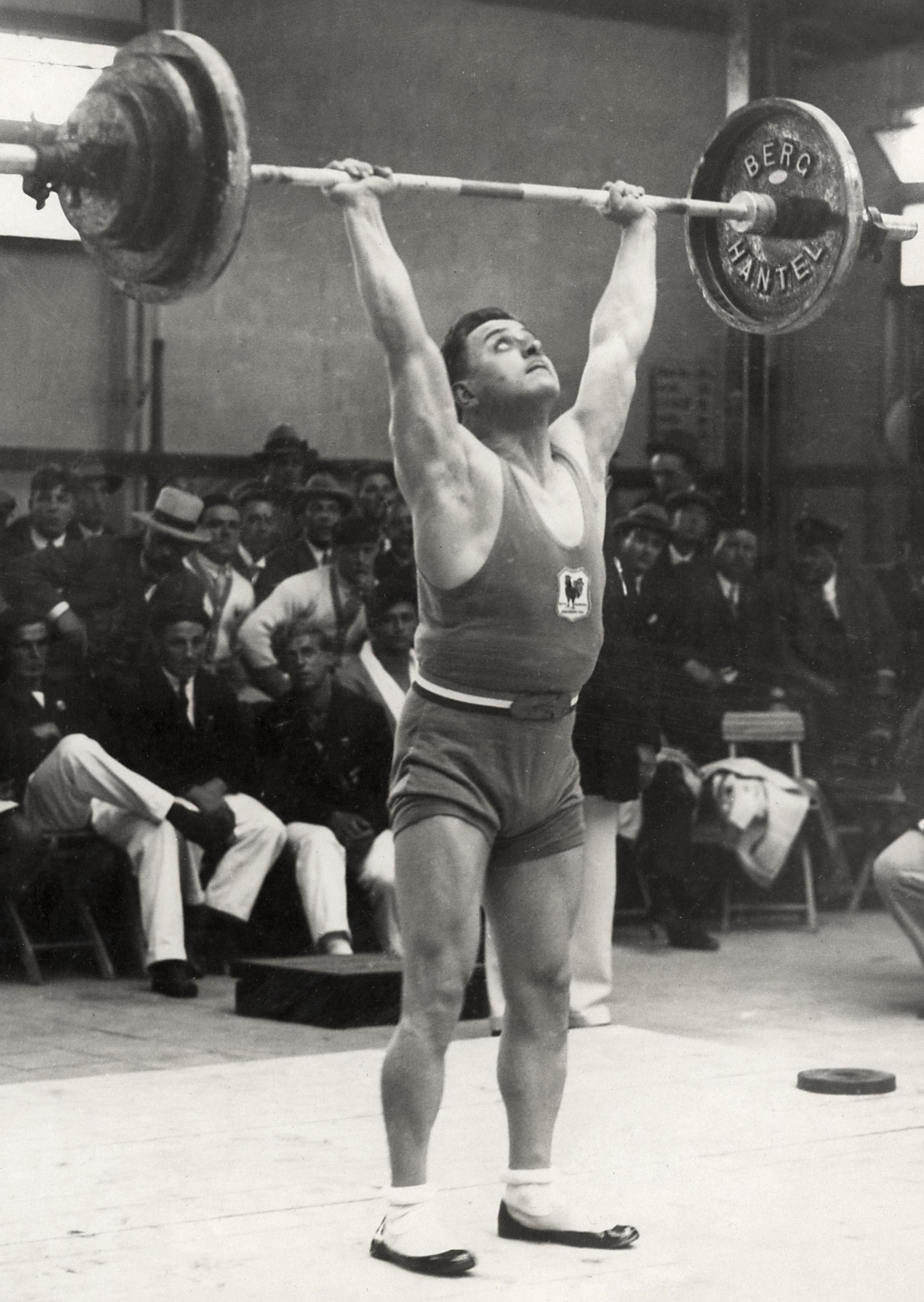
Roger François 1928

Roger François (* 9. Oktober 1900 in Romans-sur-Isère, Département Drôme; † 16. Februar 1949) war ein französischer Gewichtheber. Er wurde 1928 Olympiasieger im Mittelgewicht.

## Leben
Roger François begann nach dem Ersten Weltkrieg mit dem Gewichtheben. Er war Mitglied der Societé Athlétique Montmartroise Paris. 1921 bestritt er seinen ersten größeren Wettkampf, die Meisterschaft von Paris und wurde bereits 1922 in Tallinn Weltmeister im Halbschwergewicht (bis 82,5 kg Körpergewicht). Er startete dreimal bei Olympischen Spielen, 1924 in Paris, 1928 in Amsterdam und 1932 in Los Angeles. Sein größter sportlicher Erfolg war der Gewinn der Goldmedaille in Amsterdam. Am 21. Oktober 1927 war François bei dem legendären Länderkampf Frankreich gegen Deutschland dabei und schlug im Mittelgewicht (bis 75 kg Körpergewicht) mit 320 kg im olympischen Dreikampf den Würzburger Franz Zinner, der 312,5 kg erreichte. Zwischen 1925 und 1927 fanden keine internationalen Meisterschaften statt, bei denen er hätte starten können. Gerade in diesen Jahren war er auf dem Zenit seiner Leistungskraft. Nach den französischen Meisterschaften 1929 trat er zurück, wagte aber 1932 ein Comeback zu den Olympischen Spielen in Los Angeles und belegte dort mit der gleichen Leistung, die ihm 1928 noch den Olympiasieg eingebracht hatte, einen ehrenvollen vierten Platz.
Roger François starb bereits 1949, erst 48 Jahre alt.

## Internationale Erfolge
(OS = Olympische Spiele, WM = Weltmeisterschaft, Mi = Mittelgewicht, Hs = Halbschwergewicht, OD = olympischer Dreikampf, bestehend aus beidarmigem Drücken, Reißen und Stoßen, FK = Fünfkampf, bestehend aus dem OD + einarmigem Reißen und einarmigem Stoßen)
- 1922, 1. Platz, WM in Tallinn, Hs, FK, vor Johannes Tooms und Robert Thiane, beide Estland;
- 1924, 5. Platz, OS in Paris, FK, Mi, mit 442,5 kg, Sieger: Carlo Galimberti, Italien, 490 kg, vor Alfred Neuland, Estland, 455 kg;
- 1928, Goldmedaille, OS in Amsterdam, OD, Mi, mit 335 kg, vor Galimberti, 332,5 kg, August Scheffer, Niederlande, 327,5 kg und Franz Zinner, Deutschland, 322,5 kg;
- 1932, 4. Platz, OS in Los Angeles, OD, Mi, mit 335 kg, hinter Rudolf Ismayr, Deutschland, 342,5 kg, Galimberti, 340 kg und Karl Hipfinger, Österreich, 337,5 kg.

## Französische Meisterschaften
Roger François wurde 1922, 1923, 1925, 1927, 1928 und 1929 französischer Meister im Mittelgewicht.

## Weltrekorde
Alle seine Rekorde hat François im Mittelgewicht erzielt.
im beidarmigen Drücken:
- 103,5 kg, 1928 in Paris.

im beidarmigen Reißen:
- 95 kg, 1923 in Paris,
- 97,5 kg, 1923 in Paris.

im olympischen Dreikampf:
- 335 kg, 1928 in Amsterdam.